# Сімейкине-Нове
Сіме́йкине-Нове́ — вузлова вантажно-пасажирська залізнична станція Луганської дирекції Донецької залізниці.
Розташована в селищі Новосімейкіне, Краснодонська міська рада, Луганській області на лінії Кіндрашівська-Нова — Довжанська між станціями Новосвітлівський (24 км), Ізотове (35 км), Сімейкине (6 км) та Краснодон (7 км).
Через військову агресію Росії на сході Україні транспортне сполучення припинене. Лінія не діюча з 2007 року. Лінію в майбутньому передбачено демонтувати.